# 十字葉蒲瓜樹
十字葉蒲瓜樹（学名：Crescentia alata），又名十字架树、叉叶树、三叉木，是炮弹果属的植物。分布在爪哇、大洋洲、印度尼西亚、菲律宾以及中国大陆的福建、云南、广东等地。目前已由人工引种栽培。原產於墨西哥南部至中美洲，最南可達哥斯大黎加。19世纪由天主教法国传教士传入中国。
植株為小喬木，可以生長至八公尺高。果實圓球形，砲彈狀，直徑七至十公分。十字葉蒲瓜樹的果實質地堅硬很難打破，果實之所會演化出這種防衛機制，可能是為了防止種子被其他動物吃掉，不過這種機制也產生一個反效果，十字葉蒲瓜樹的種子有一種特性，只有在果實被打開後，裡面的種子才會發芽，若是在果實完整未被打破的情況下，裡面的種子並不會發芽，而在原產地除了馬和人類外，並沒有其他動物有能力可以打開這種果實，有人觀察到馬會用蹄子踩破果實，然後食用裡面的果肉與種子，這表示十字葉蒲瓜樹可能是藉由馬來散佈種子，但殖民時代之前美洲並沒有馬。丹尼爾·傑森（Daniel Janzen）認為十字葉蒲瓜樹是靠更新世巨型動物群中的地懶及嵌齒象來散佈種子的。在嵌齒象滅絕後，失去了散佈種子的媒介，新生的子代多分佈在母樹附近，無法散佈到的很遠地區，十字葉蒲瓜樹變成了瀕危樹種，不過由於馬匹的引進，承續了嵌齒象散佈種子的功能，使得十字葉蒲瓜樹生存得以延續下去，在開闊的牧草地或田野都可以發現這種植物。
十字葉蒲瓜樹的果實挖掉果肉與種子，將挖空的果實乾燥後，可以做成盛食物或飲料的容器。種子的蛋白質含量很高，可以食用，有類似甘草的甜味，在薩爾瓦多會用種子做成一種稱為歐洽塔的飲料。